# Flower Bud
Flower Bud là mini album thứ hai của nhóm nhạc nữ Hàn Quốc GFriend. Nó được phát hành vào ngày 23 tháng 7 năm 2015, thông qua Source Music và được phân phối bởi KT Music. Album bao gồm 6 bài hát, với "Me Gustas Tu" là bài hát chủ đề và một bản nhạc không lời cùng tên. Album ra mắt ở vị trí thứ 6 trên bảng xếp hạng Gaon Album Chart và đã bán được hơn 18,000 bản. Về mặt thực tế, album thuộc thể loại bubblegum pop và có phong cách tương tự như các nhóm nhạc nữ Hàn Quốc những năm 1990. Hầu hết các bài hát trong album được viết bởi Iggy và Seo Yong-bae, người đã làm việc với nhóm trong album đầu tay của họ, Season of Glass.
GFriend quảng bá album với các buổi biểu diễn trực tiếp trên các chương trình âm nhạc của Hàn Quốc. "Me Gustas Tu" được chú ý nhờ vũ đạo mạnh mẽ, khác với các nhóm nhạc nữ khác có hình ảnh "ngây thơ". Một đoạn video do người hâm mộ quay lại khi nhóm biểu diễn bài hát trên sân khấu trơn trượt đã lan truyền vào tháng 9 năm 2015, thúc đẩy sự nổi tiếng của nhóm. Bài hát đạt vị trí số 8 trên Gaon Digital Chart và đã bán được hơn 2 triệu lượt tải kỹ thuật số

## Bối cảnh và phát hành
Vào ngày 13 tháng 7 năm 2015, Source Music đã công bố sự trở lại của GFriend với mini album thứ hai mang tên Flower Bud. Album được phát hành dưới dạng tải kỹ thuật số vào ngày 23 tháng 7 và được phát hành ở định dạng CD vào ngày 27 tháng 7. Video âm nhạc cho đĩa đơn "Me Gustas Tu" được sản xuất bởi Zanybros và đạo diễn bởi Hong Won-ki. Một trong những bối cảnh là khu rừng "như mơ" với các thành viên mặc váy ren trắng và áo liền quần. "Me Gustas Tu" là bài hát thứ hai trong bộ ba câu chuyện "trường học" của nhóm và đại diện cho một chuyến đi trong kỳ nghỉ hè. Hình ảnh "thuần khiết" của nhóm được khen ngợi bởi vũ đạo mạnh mẽ, hiếm thấy đối với một nhóm nhạc nữ có khái niệm "ngây thơ". Vũ đạo được tạo ra bởi Park Jun-hee, và phần đáng chú ý nhất liên quan đến việc Yerin nhảy qua người Umji, trong khi Yuju trượt xuống người cô cùng một lúc. Phải mất đến 3 tháng để nhóm hoàn thiện các động tác nhảy phức tạp.
GFriend đã quảng bá album với nhiều buổi biểu diễn của "Me Gustas Tu" trên các chương trình âm nhạc khác nhau, bắt đầu với M Countdown vào ngày 23 tháng 7. Vào ngày 5 tháng 9, nhóm đã biểu diễn bài hát này tại một sự kiện của SBS ở Inje, tỉnh Gangwon. Nhóm đã thu hút sự chú ý của cộng đồng quốc tế sau khi một video do người hâm mộ quay lại cảnh các thành viên GFriend nỗ lực hoàn thành buổi biểu diễn "Me Gustas Tu" dù liên tục ngã trên sân khấu trơn trượt được lan truyền vào tháng 9 năm 2015. Nhóm được khen ngợi vì sự chuyên nghiệp, đặc biệt là Yuju, người đã ngã tổng cộng 5 lần và bị trẹo ngón tay khi biểu diễn. Quá trình quảng bá cho album đã kết thúc vào ngày hôm sau, với buổi biểu diễn "Glass Bead" và "Me Gustas Tu" trên Inkigayo.
Vào tháng 1 năm 2016, "Me Gustas Tu" là một trong những bài hát được phát qua loa về phía khu phi quân sự Triều Tiên, như một phần của chương trình tuyên truyền chống Bình Nhưỡng của Hàn Quốc, Voice of Freedom. Chương trình phát sóng là một phản ứng đối với vụ thử bom hạt nhân của Triều Tiên.

## Sáng tác
"Me Gustas Tu" và "One" được viết bởi nhà sản xuất Iggy và Seo Yong-bae của Rainbow Bridge World, cả hai đã từng sáng tác bài hát "Glass Bead" trong album đầu tiên của GFriend. "Me Gustas Tu" có nghĩa là "I Like You" trong tiếng Tây Ban Nha, và lời bài hát nói về lời tỏ tình ngại ngùng của một cô gái. Bài hát được viết để nhấn mạnh phẩm chất "tươi sáng và trẻ trung" của các thành viên, và có âm thanh synth "vui nhộn", guitar và âm bass Moog. "Under the Sky" là một bài hát nói về hy vọng của một cô gái cho tương lai, và "My Buddy" là một bài hát về tình bạn và tình yêu. "One" là một bài hát về tình yêu, có guitar acoustic, dây và piano điện tử. Cả bốn bài hát đều là những bài hát nhảy có nhịp độ trung bình tương tự như các nhóm nhạc nữ Hàn Quốc thập niên 1990.

## Đón nhận
Album đã lọt vào Gaon Album Chart hàng tuần ở vị trí số 6. Đó là album bán chạy thứ 18 trong tháng 7, bán được 4,011 bản. Đến tháng 3 năm 2016, nó đã bán được hơn 18,000 bản. "Me Gustas Tu" ra mắt trên Gaon Digital Chart ở vị trí số 27, và tăng lên vị trí số 15 vào tuần sau. Nó đạt được vị trí số 8 sau khi video màn trình diễn "trượt ngã" của nhóm được lan truyền. Sau khi mini album thứ ba, Snowflake của nhóm được phát hành vào tháng 1 năm 2016. "Me Gustas Tu" đã vươn lên bảng xếp hạng, đứng ở vị trí số 12 vào tuần thứ hai của tháng 2 năm 2016. Tính đến tháng 5 năm 2016, nó đã thu được 1,6 triệu lượt tải kỹ thuật số.
Won Ho-jung của The Korea Herald cho biết GFriend "đã đi một bước đi an toàn" với album, với thể loại nhạc bubblegum pop thay vì EDM và hip hop phổ biến hơn, và duy trì "sự rung cảm ngọt ngào, ngây thơ" từ album đầu tiên của họ. Nhìn chung, Won Ho-jung cho biết các bài hát không tệ cũng không nổi bật và được đặt ra để "củng cố vị trí của nhóm trong thế giới K-pop" với bản phát hành tiếp theo..
Nhiều nhà phê bình âm nhạc cho biết các bài hát của GFriend "đặc trưng là được làm tốt với giai điệu bắt tai, quen thuộc, giống với các bài hát chủ đề của phim hoạt hình Nhật Bản". Seo Jeong Min-gap cho biết "Me Gustas Tu" đặc biệt tinh tế và có "ý thức hoàn thiện mạnh mẽ".

## Danh sách bài hát
| STT              | Nhan đề                                                                 | Phổ lời          | Phổ nhạc                     | Sản xuất         | Thời lượng |
| ---------------- | ----------------------------------------------------------------------- | ---------------- | ---------------------------- | ---------------- | ---------- |
| 1.               | "Intro (Flower Bud)"                                                    |                  | Iggy Seo Yong-bae            | Iggy Seo         | 1:19       |
| 2.               | "Me Gustas Tu" (tiếng Hàn: 오늘부터 우리는; Romaja: Oneulbuteo Urineun) | Iggy Seo         | Iggy Seo                     | Iggy Seo         | 3:40       |
| 3.               | "Under the Sky" (하늘 아래서; Haneul Araeseo)                           | Iggy             | Iggy Hong Beom-gyu Kim Woong | Hong Kim         | 4:10       |
| 4.               | "One"                                                                   | Iggy Seo         | Iggy Seo                     | Iggy Seo         | 3:14       |
| 5.               | "My Buddy" (기억해; Gioekhae)                                           | Heuk Tae         | Heuk Tae Kwon Hyeok-ho       | Heuk Tae         | 3:33       |
| 6.               | "Me Gustas Tu" (phiên bản nhạc không lời)                               |                  | Iggy Seo                     | Iggy Seo         | 3:40       |
| Tổng thời lượng: | Tổng thời lượng:                                                        | Tổng thời lượng: | Tổng thời lượng:             | Tổng thời lượng: | 19:36      |

## Bảng xếp hạng
| Bảng xếp hạng         | Vị trí cao nhất |
| --------------------- | --------------- |
| Album Hàn Quốc (Gaon) | 6               |